# Wilga górska
Wilga górska (Oriolus percivali) – gatunek ptaka z rodziny wilgowatych (Oriolidae). Występuje w Burundi, wschodniej Demokratycznej Republice Konga, Kenii, Rwandzie, zachodniej Tanzanii i Ugandzie.
Systematyka
Blisko spokrewniona z wilgą czarnogłową (O. larvatus); czasami łączono je w jeden gatunek, ale różnią się ekologią i wokalizacją; w środkowej Kenii może dochodzić do hybrydyzacji między nimi. Nie wyróżnia się podgatunków.
Środowisko
Środowiskiem naturalnym wilgi górskiej są wilgotne górskie lasy w strefie międzyzwrotnikowej.
Status
IUCN uznaje wilgę górską za gatunek najmniejszej troski (LC, Least Concern) nieprzerwanie od 1988 roku. Liczebność światowej populacji nie została oszacowana, ale ptak ten opisywany jest jako szeroko rozpowszechniony i dość pospolity. Trend liczebności populacji uznawany jest za stabilny.